# Rouge-Thier
Rouge-Thier est un hameau de la commune d'Aywaille dans la province de Liège en Région wallonne (Belgique).
Avant la fusion des communes, Rouge-Thier faisait partie de la commune de Louveigné.

## Étymologie
Le hameau de Rouge-Thier tire son nom des collines de schistes ferreux de teinte rougeâtre se trouvant à la limite de l'Ardenne et à l'est du hameau.

## Situation et description
Le hameau se situe au nord du village de Deigné près de la N.666 qui va de Remouchamps à Louveigné. Il se situe au confluent du ruisseau du Fond Bastin et du ruisseau du Griry descendant tous deux de l'Ardenne. Le ruisseau du Fond Bastin s'engouffre rapidement dans le chantoir de Rouge-Thier appelé aussi chantoir du Trou du Moulin. Ce chantoir et le hameau font partie du Vallon des Chantoirs et se situent à l'extrémité nord de la région calcaire de la Calestienne.
Un ancien moulin banal datant d'au moins 1552 était alimenté par les eaux du ruisseau du Fond Bastin.

## Activités
Rouge-Thier compte un camping résidentiel situé à proximité du chantoir de Rouge-Thier.